# Малый Бурлук (село)
Ма́лый Бурлу́к, до ВОВ Малый Бурлучек (укр. Малий Бурлук) — село,
Малобурлукский сельский совет,
Великобурлукский район,
Харьковская область, Украина.
Код КОАТУУ — 6321483001. Население по переписи 2001 г. составляет 440 (190/250 м/ж) человек.
Является административным центром Малобурлуцкого сельского совета, в который, кроме того, входит
село Шевченково.

## Географическое положение
Село Малый Бурлук находится возле истоков реки Великий Бурлук, в селе несколько запруд, ниже по течению в 3-х км село Шевченково.

## История
- 1918 — дата основания.
- В 1937[1]-1941 годах, перед ВОВ, в Малом Бурлучке, располагавшемся на берегах притоков реки Большой Бурлук, были 187 дворов, мукомольный завод и сельсовет.[2]

## Экономика
- «Зоря», сельскохозяйственное ЧП.

## Объекты социальной сферы
- Школа.
- Спортивная площадка.
- Фитнес центр.
- Библиотека.

## Достопримечательности
- Гидрологический заказник местного значения «Малобурлуцкий». Площадь 50,0 га. Размещен около сёл Ольховатка и Малый Бурлук.